# Ravilops wetherbeei
Ravilops wetherbeei är en spindeldjursart som först beskrevs av Armas 2002.  Ravilops wetherbeei ingår i släktet Ravilops och familjen Thelyphonidae. Inga underarter finns listade i Catalogue of Life.